# Deslizamiento (ciencia de materiales)

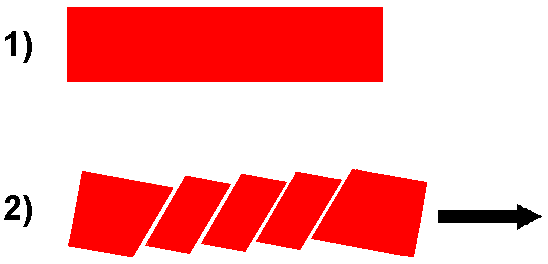
Modelo esquemático del mecanismo de deslizamiento

En ciencia de materiales, deslizamiento es el proceso por el cual se produce deformación plástica por el movimiento de dislocaciones. Debido a una fuerza externa, partes de la red cristalina se deslizan respecto a otras, resultando en un cambio en la geometría del material. Dependiendo del tipo de red, diferentes sistemas de deslizamiento están presentes en el material. Más específicamente, el deslizamiento ocurre entre los planos que tienen el menor vector de Burgers, con una gran densidad atómica y separación interplanar. La imagen a la derecha muestra esquemáticamente el mecanismo de deslizamiento.

## Sistemas de deslizamiento
Un sistema de deslizamiento está definido por la combinación de un plano que se desliza y la dirección en que se da su desplazamiento.

### Estructura cúbica centrada en las caras (FCC)

Celda unidad de un material FCC

Configuración de red del plano de deslizamiento con empaquetamiento compacto en un material FCC. La flecha representa el vector de Burgers en este sistema de desplazamiento de dislocaciones.

El deslizamiento en cristales cúbicos con centro en las caras ocurre en el plano de empaquetamiento compacto, el cual es del tipo {111} y se da en la dirección <110>. En el diagrama, el plano específico y su dirección de deslizamiento son (111) y [110] respectivamente. Dadas las permutaciones de los tipos de planos de deslizamiento y los tipos de dirección, los cristales FCC tienen 12 sistemas de deslizamiento. En la red FCC, la norma del vector de Burgers, b, que coincide con la mínima distancia entre dos puntos de la red, puede ser calculada usando la siguiente ecuación:
{\displaystyle |b|={\frac {a}{2}}|<110>|={\frac {a}{\sqrt {2}}}}
Donde a es el parámetro de la celda unitaria.

### Estructura cúbica centrada en el cuerpo (BCC)

Celda unidad de un material BCC

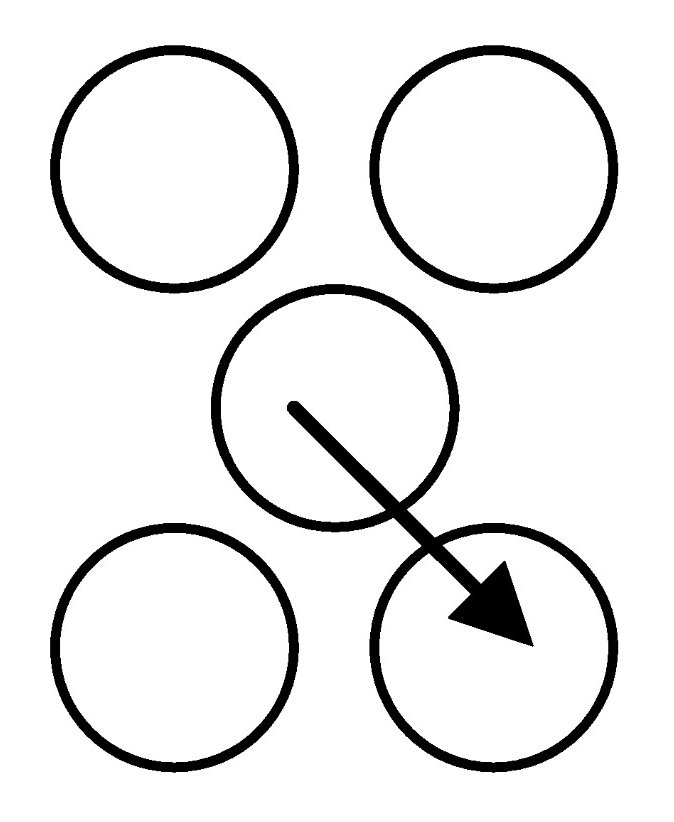
Configuración de red del plano de deslizamiento en un material cúbico con centro en el cuerpo. La flecha representa el vector de Burgers en este sistema de desplazamiento de dislocaciones.

El deslizamiento en cristales BCC ocurre también en el plano de menor vector de Burgers; sin embargo, a diferencia de en los FCC, no hay auténticos planos de empaquetamiento compacto en las estructuras BCC. Por consiguiente, un sistema de deslizamiento en BCC requiere calor para activarse. Algunos materiales BCC (α-Fe por ejemplo) pueden contener hasta 48 sistemas de deslizamiento. Existen seis planos de deslizamiento del tipo {110}, cada uno con direcciones <111> (12 sistemas). Además, hay 24 planos {123} y 12 planos {112}, cada uno con una dirección <111> (36 sistemas, haciendo un total de 48) que, aunque no tienen exactamente la misma energía de activación que los planos {110}, esta es tan cercana que se pueden aproximar como equivalentes para todos los propósitos prácticos. En el diagrama de la derecha, el plano de deslizamiento específico y su dirección son (110) y [111], respectivamente.
Los metales elementales que se encuentran en la estructura BCC incluyen al litio, sodio, potasio, vanadio, cromo, manganeso, hierro, rubidio, niobio, molibdeno, cesio, bario, tantalio, tungsteno, radio y europio. Entre los materiales compuestos con estructura cristalina BCC se encuentran los haluros de cesio, a excepción del CsF.

### Empaquetamiento hexagonal compacto (HCP)
El deslizamiento en estos metales es mucho más limitado que en las estructuras BCC y FCC. Esto ocurre debido a poca existencia de sistemas de deslizamiento activos en estas estructuras. La consecuencia de esto es que el metal es generalmente frágil y quebradizo.
Los metales cadmio, cinc, magnesio, titanio y berilio tienen un plano de deslizamiento en {0001} y una dirección de <1120>. Esto define un total de 3 sistemas de deslizamiento según la orientación. No obstante, otras combinaciones son posibles.